# Neure
Neure é uma comuna francesa na região administrativa de Auvérnia-Ródano-Alpes, no departamento Allier. Estende-se por uma área de 11,69 km². Em 2010 a comuna tinha 188 habitantes (densidade: 16,1 hab./km²).